# А-20 (лёгкий танк)

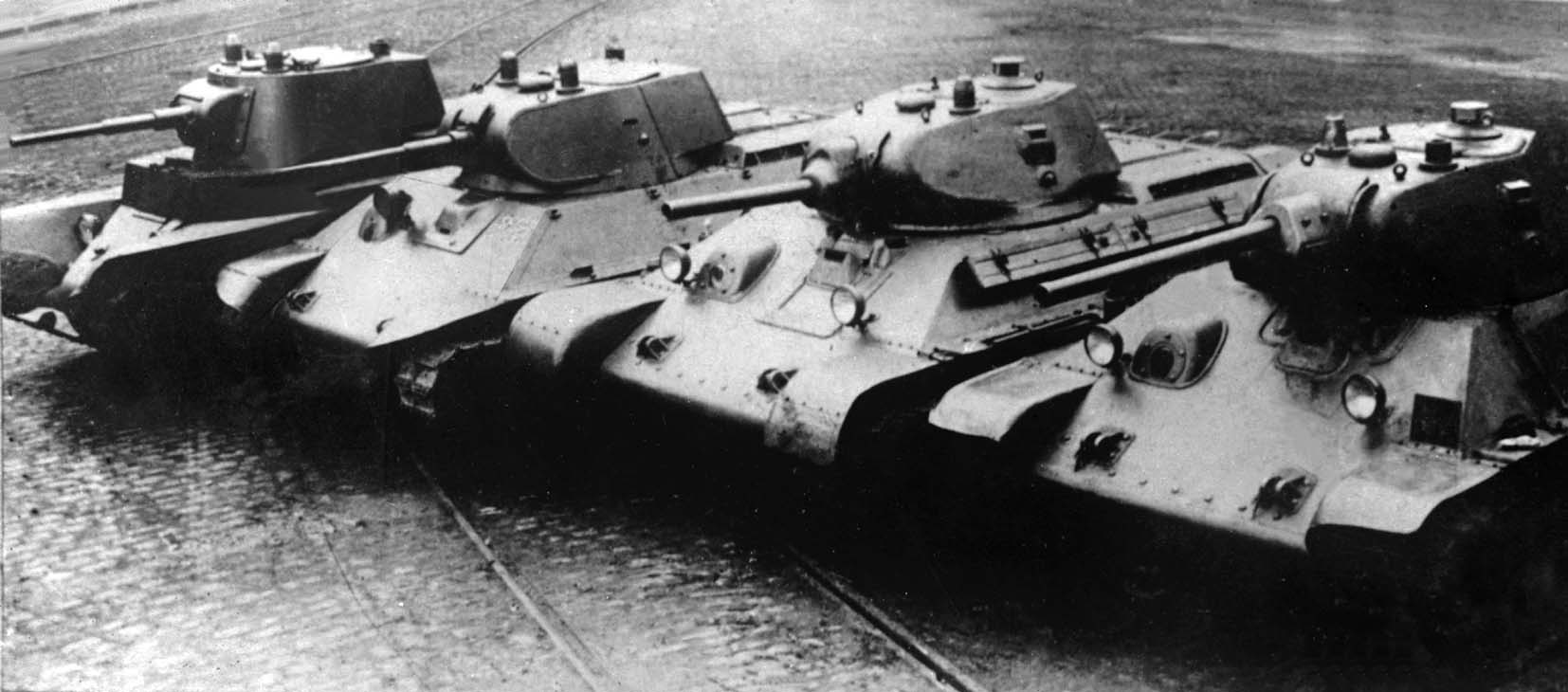
Довоенные танки производства завода № 183. Слева направо: А-8 (БТ-7М), А-20, Т-34 обр. 1940 г. с пушкой Л-11 и Т-34 обр. 1941 г. с пушкой Ф-34.

А-20 — советский опытный лёгкий танк. Создавался в 1939 году, к 1940 году был выпущен один опытный образец танка, но до производства дело не дошло, так как от него отказались в пользу Т-34. Судьба этого танка неизвестна.
13 октября 1937 года АБТУ выдало Харьковскому паровозостроительному заводу имени Коминтерна (с 1939 года завод № 183) техническое задание на проектирование новой боевой машины — колёсно-гусеничного танка БТ-20 (заводской индекс А-20):

1. Тип: колёсно-гусеничный, с приводом на 6 колёс по типу Кристи.
2. Боевой вес: 13-14 тонн.
3. Вооружение: 1×45-мм, 3 ДТ, огнемёт для самозащиты или 1×75-мм, 3 ДТ, огнемёт. Каждый 5-й танк должен иметь зенитную установку.
4. Боекомплект: 130—150×45-мм, или 50×76-мм, 2500-3000 патронов.
5. Бронирование: лоб — 25, коническая башня − 20, борт, корма — 16, крыша и дно — 10 мм. Вся броня наклонная, с минимальным углом наклона броневых листов корпуса и башни 18°.
6. Скорость на гусеницах и колёсах одинаковая: макс. 70 км/ч, мин. 7 км/ч.
7. Экипаж: 3 чел.
8. Запас хода: 300—400 км.
9. Двигатель: В-2 мощностью 300—400 л.с.
10. Трансмиссия: по типу колёсно-гусеничного танка БТ-ИС (отбор мощности для колёсного хода после бортовых фрикционов).
11. Подвеска: индивидуальная, в качестве рессор желательно применить торсионные пружины.
12. Установить стабилизатор выстрела «Орион» и горизонтальный стабилизатор башни системы инженера Павлова, установить фары для ночной стрельбы с дальностью до 1000 м.
13. Кол-во выпущенных: 1 шт.

Проектированием танка осуществлялось в заводском КБ-24. Его руководителем стал инженер-конструктор Михаил Кошкин.
В марте 1938 года проект был утверждён. Однако к этому моменту у военного руководства страны возникли сомнения в правильности выбранного типа движителя (в СССР уже появились марки стали, траки из которых имели достаточный ресурс), что послужило причиной возникновения предложений о создании двух вариантов: колёсно-гусеничного (как и предполагалось изначальным заданием) и чисто гусеничного.
28 апреля 1938 года в Кремле прошло совещание Народного комиссариата обороны, на котором был рассмотрен проект нового танка.
4 мая 1938 года на заседании Комитета обороны СССР обсуждались два проекта — БТ-20 (А-20) и А-32. В августе их рассматривали на заседании Главного военного совета. В результате обе машины были одобрены. Однако в соответствии со взглядами руководителей АБТУ предпочтение отдавалось колёсно-гусеничному варианту. К 6 ноября конструкторский отдел завода закончил проект и модель танк БТ-20 и предъявил их комиссии. В первой половине следующего 1939 года танк БТ-20 изготовили в металле.

## Описание конструкции
БТ-20 (А-20) имел полностью сварной корпус из гомогенной брони. Толщина листов корпуса колебалась от 10 до 20 мм, причём верхний лобовой лист располагался под углом 53°.
В сварной башне, конструктивно подобной башне БТ-7 образца 1937 года, но несколько больше по размеру (диаметр погона в свету увеличен на 70 мм), 45-мм танковая пушка образца 1932/38 годов (20-К) а и спаренный с нею пулемёт ДТ. Второй пулемёт ДТ располагается в шаровой установке в лобовом листе корпуса, справа от люка механика-водителя.
Ряд узлов и агрегатов БТ-20 позаимствовали от БТ-7. Кое-что частично переработали, другие разработали заново.
Привод колёсного хода осуществлялся на 6 колёс, так же как у танка БТ-ИС. Ширина гусеницы при том же, что у БТ-7, диаметре опорных катков была увеличена до 400 мм. Масса танка возросла до 18 тонн.

## Испытания
Испытания БТ-20 проводились в июле—августе 1939 года на полигоне завода в Харькове. При испытании выявилось, что обе машины в основном соответствуют предъявленным к ним требованиям. Начиная с ноября на ХПЗ велась доработка рабочих чертежей БТ-20, а сам танк, на котором усилили ходовую часть, готовили к испытаниям в январе 1940 года. Что же касается А-32, то решение о серийном производстве приняли в пользу более толстобронной машины А-34 (Т-34).
В связи с этим руководство завода обратилось в наркомат с просьбой освободить ХПЗ от производства БТ-20 и поручить его серийный выпуск другому заводу. Просьба эта объяснялась невозможностью массового производства на ХПЗ двух типов танков.
Но опытные работы по БТ-20 продолжались ещё весной 1940 года, что следует из «Перечня необходимых опытных работ на заводе № 183 на 1940 год». Судя по всему, точкой в истории БТ-20 стало постановление Политбюро ЦК ВКП(б) о производстве танков Т-34 и КВ. О БТ-20 в этом документе ничего не говорилось — завода-изготовителя для него не нашлось.
Анализ проекта позволяет сделать вывод: А-20 не задумывался как лёгкий танк. ХПЗ разрабатывал танк, которому предстояло стать основным танком РККА, однако конструкторы не имели полной уверенности, какую машину - с пушкой 45-мм или 76 мм - предпочтёт заказчик, а потому работы велись над А-20 и А-32, с аналогичной компоновкой, вспомогательным вооружением и двигателем В-2. Нельзя не учитывать, что основным танком наиболее вероятного противника на тот момент являлся Pz.Kpfw. III с 37-мм пушкой, а Pz.Kpfw. IV вооружался короткоствольной пушкой 75 мм Kw.K. 37, как на САУ StuG III, и именовался "машиной поддержки". Оба немецких танка, имевших резерв усиления бронирования и вооружения (что и произошло впоследствии), пошли в серию в 1937 г., и конструкторы ХПЗ знали о них. Вероятно, именно перспективы дальнейшего довооружения стали причиной, по которой руководство ХПЗ и заказчик отказались от производства А-20, если на вооружение принята более тяжёлая машина Т-34.